# Colégio Militar do Estado do Tocantins

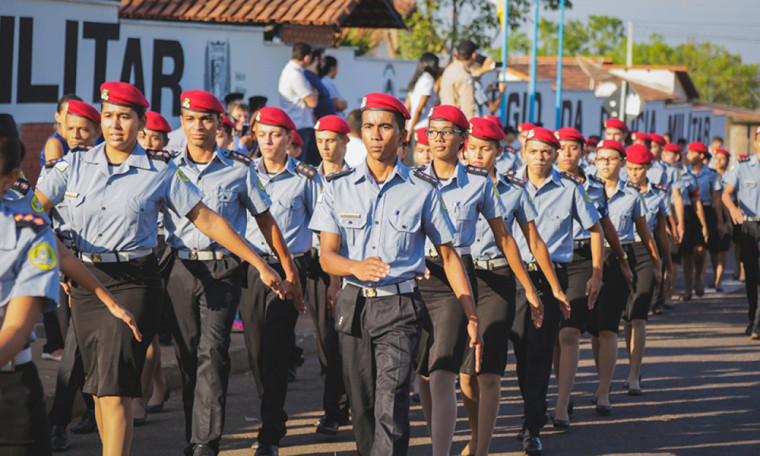

O Colégio Militar do Estado do Tocantins (CMTO) é uma instituição de ensino de gestão compartilhada entre a Secretaria Estadual da Educação, Juventude e Esportes (SEDUC) e a Polícia Militar do Estado do Tocantins. Com sede em Palmas, é composto por 27 unidades atualizadas em 2022.

## História
A primeira escola com gestão compartilhada com a Polícia Militar no Tocantins foi o Colégio Militar de Palmas (CPM), criado em 18 de agosto de 2009 com o nome de CEPMIL - Centro de Ensino Profissionalizante da Polícia Militar em um prédio da Secretaria de Educação no Plano Diretor Sudoeste, em Palmas, com 240 alunos matriculados. Em 2010 passou a funcionar um segundo prédio, onde então funcionava o Centro de Ensino Médio de Palmas (CEM).

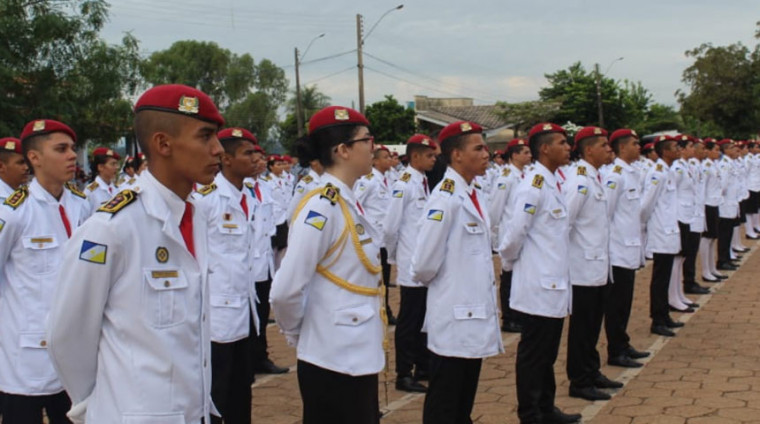

Posteriormente o nome foi alterado para Colégio Cívico-Militar e Centro de Ensino Médio Cívico-Militar e, em 2019, sua denominação foi definida como Colégio Militar do Estado do Tocantins pelo Decreto nº 6.022.
Unidades
- Unidade I – Palmas
- Unidade II Senador Antônio Luiz Maya – Palmas
- Unidade III Doutor José Aluísio da Silva Luz – Araguaína
- Unidade IV Jaci Alves de Barros – Arraias
- Unidade V Diaconizio Bezerra da Silva – Paraíso do Tocantins
- Unidade VI Professora Antonina Milhomem – Araguatins
- Unidade VII Presidente Costa e Silva – Gurupi
- Unidade VIII Dona Anaídes Brito Miranda – Guaraí
- Unidade IX Custódia da Silva Pedreira – Porto Nacional
- Unidade X João XXII – Colinas do Tocantins
- Unidade XI La Salle – Augustinópolis
- Unidade XII – Palmeirópolis
- Unidade XIII – Miracema do Tocantins

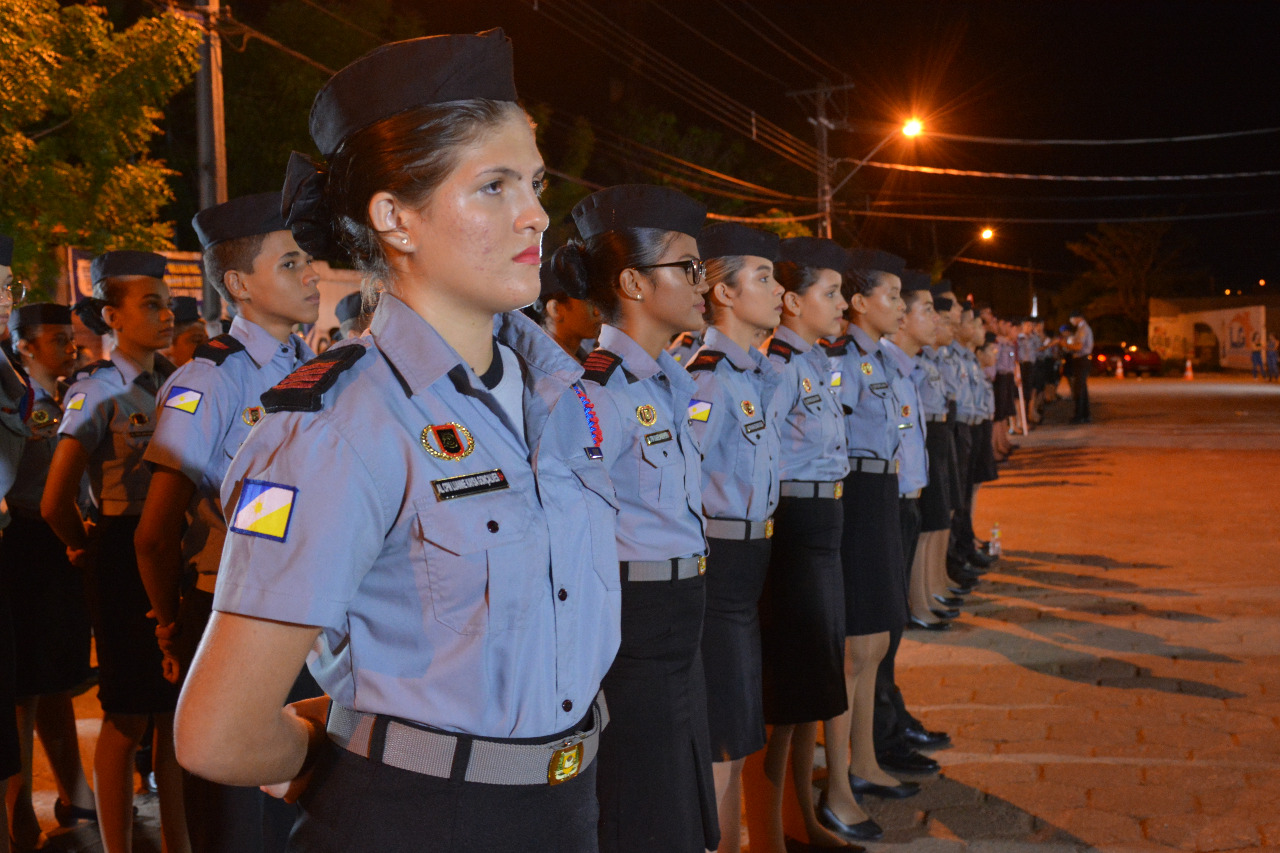